# Chrysolina infernalis
Chrysolina infernalis es un coleóptero de la familia Chrysomelidae.

## Características científicas
Fue descrita científicamente en 2007 por Lopatin.